# Табернас (пустеля)
Табернас — пустеля розташована в іспанській провінції Альмерія в межах муніципалітетів Табернас, Гадор, Санта Круз де Марчена, Альболодуй і Хергаль, має статус природоохоронної зони площею 280 км². Табернас це єдина пустеля на території західної Європи.
У пустелі трапляються рідкісні рясні зливи, проте кам'янисті та піщані ґрунти з доволі бідною рослинністю не затримують вологу. Територія страждає від значної ерозії, яка і формує пустельні пейзажі.